# Борщ, Павел Викторович
Павел Викторович Борщ (род. 2 октября 1970 года) — российский волейболист и тренер. Сын советского волейболиста и тренера Виктора Борща.

## Тренерская карьера
Борщ играл в российских командах «ЦСКА», «Динамо» (Московская область) и «Луч».
Он возглавлял клубы «Луч», «Локомотив», «Динамо-Янтарь», московское «Динамо» и «Кузбасс», ассистировал Зорану Гаичу в сборной России на серебряном Евро-2005, а перед Евро-2015 входил в тренерский штаб Владимира Алекно, куда был приглашён для индивидуальной работы со связующими.
В июле 2023 года стал главным тренером клуба «Нефтяник».